# Michael Ehlers
Michael Ehlers, né en juin 1963, est un joueur de squash représentant l'Allemagne. Il est champion d'Allemagne en 1986.

## Palmarès

### Titres
- Championnats d'Allemagne : 1986